# Бред Волл
Бредлі Джон Волл (англ. Bradley John "Brad" Wall; нар. 24 листопада 1965, Свіфт-Каррент, Саскачеван) — канадський політичний діяч, 14-й прем'єр провінції Саскачеван.

## Житєєпис
Бред Волл народився в маленькому прерійному місті Свіфт-Каррент на південному заході Саскачевану, виріс у родині менонітів. Він рано зацікавився бізнесом від свого батька-підприємця. Отримавши диплом з відзнакою в галузі державного управління в Університеті Саскачевану, він отримав сертифікат Канадського інституту інвестиційних фондів.
У віці 20 років Волл приєднався до другого терміну уряду прем'єр-міністра Саскачевану Гранта Девайна, працюючи помічником ряду міністрів провінційного кабінету.
В останні місяці правління уряду Девайна Волл зробив невдалу спробу стати кандидатом від Прогресивних консерваторів на провінційних виборах 1991 року. Після цього Волл пішов у приватне життя в Свіфт-Карренті, де став директором з економічного розвитку міста. Він також відкрив бізнес-консультації та сезонний туристичний бізнес.
Волл знову долучився до активної політики із заснуванням в 1997 році Партії Саскачевану (англ. Saskatchewan Party), коаліції прогресивних консерваторів і деяких провінційних лібералів.
У 1999 році був обраний до Законодавчої палати провінції Саскачеван від Партії Саскачевану як опозиційний депутат, був критиком юстиції й критиком Королівської Корпорації Інвестицій.
За результатами виборів, у 2004 році очолив Партію Саскачевану. У 2007 році на провінційних виборах партія Волла здобула перемогу над Новою демократичною партією Саскачевану (англ. Saskatchewan New Democratic Party).
У 2011 році вдруге його партія перемогла на провінційних виборах, отримавши 49 місць у Законодавчій палаті провінції Саскачеван.